# Fäktning vid olympiska sommarspelen 1968
Vid olympiska sommarspelen 1968 i Mexico City avgjordes åtta grenar i fäktning, sex för män och två för kvinnor, och tävlingarna hölls mellan 15 och 25 oktober 1968 i Fernando Montes de Oca Fencing Hall. Antalet deltagare var 275 tävlande från 34 länder.

## Medaljfördelning
| Medaljfördelning |               |      |        |       |        |
| Placering        | Nation        | Guld | Silver | Brons | Totalt |
| 1                | Sovjetunionen | 3    | 4      | 0     | 7      |
| 2                | Ungern        | 2    | 2      | 3     | 7      |
| 3                | Polen         | 1    | 0      | 2     | 3      |
| 4                | Frankrike     | 1    | 0      | 1     | 2      |
| 4                | Rumänien      | 1    | 0      | 1     | 2      |
| 6                | Italien       | 0    | 1      | 1     | 2      |
| 7                | Mexiko        | 0    | 1      | 0     | 1      |

## Medaljörer

### Herrar
| Gren                    | Guld                                                                                                  | Silver | Brons                                                                                                   |
| Värja Detaljer...       | Gyözö Kulcsar · Ungern                                                                                | Grigorij Kriss · Sovjetunionen                                                                                 | Gianluigi Saccaro · Italien                                                                             |
| Värja lag Detaljer...   | Ungern · Csaba Fenyvesi · Zoltán Nemere · Pál Schmitt · Gyözö Kulcsar · Pal Nagy                      | Sovjetunionen · Grigorij Kriss · Iosif Vitebskij · Aleksej Nikantjikov · Jurij Smoljakov · Viktor Modzolevskij | Polen · Bogdan Andrzejewski · Michał Butkiewicz · Bogdan Gonsior · Henryk Nielaba · Kazimierz Barburski |
| Florett Detaljer...     | Ion Drîmbă · Rumänien                                                                                 | Jenö Kamuti · Ungern                                                                                           | Daniel Revenu · Frankrike                                                                               |
| Florett lag Detaljer... | Frankrike · Daniel Revenu · Gilles Berolatti · Christian Noël · Jean-Claude Magnan · Jacques Dimont   | Sovjetunionen · German Svesjnikov · Jurij Sjarov · Vasilij Stankovitj · Viktor Putjatin · Jurij Sisikin        | Polen · Witold Woyda · Zbigniew Skrudlik · Ryszard Parulski · Egon Franke · Adam Lisewski               |
| Sabel Detaljer...       | Jerzy Pawłowski · Polen                                                                               | Mark Rakita · Sovjetunionen                                                                                    | Tibor Pézsa · Ungern                                                                                    |
| Sabel lag Detaljer...   | Sovjetunionen · Vladimir Nazlymov · Viktor Sidjak · Eduard Vinokurov · Mark Rakita · Umar Mavlichanov | Italien · Wladimiro Calarese · Michele Maffei · Cesare Salvadori · Pierluigi Chicca · Rolando Rigoli           | Ungern · Tamás Kovács · Janos Kalmar · Peter Bakonyi · Miklos Meszena · Tibor Pézsa                     |

### Damer
| Gren                    | Guld | Silver | Brons |
| Florett Detaljer...     | Jelena Novikova-Belova · Sovjetunionen                                                                                 | Pilar Roldán · Mexiko                                                                                       | Ildikó Újlaky-Rejtő · Ungern                                                                                             |
| Florett lag Detaljer... | Sovjetunionen · Aleksandra Zabelina · Tatjana Petrenko · Jelena Novikova-Belova · Galina Gorochova · Svetlana Tjirkova | Ungern · Lidia Dömölki-Sakovics · Ildikó Bóbis · Ildikó Újlaky-Rejtő · Mária Gulácsy · Paula Marosi-Foldesi | Rumänien · Ecaterina Iencic-Stahl · Ileana Gyulai-Drimba-Jenei · Maria Vicol · Olga Orban-Szabo · Ana Dersidan-Ene-Pascu |

## Deltagande nationer
Totalt deltog 275 fäktare (217 män och 58 kvinnor) från 34 länder vid de olympiska spelen 1968 i Mexico City.
| | | | |
| - Argentina (10) - Australien (5) - Belgien (3) - Brasilien (4) - Egypten (4) - Frankrike (20) - Irland (4) - Italien (19) - Japan (5) | - Kanada (5) - Kuba (13) - Libanon (3) - Luxemburg (1) - Mexiko (14) - Nederländska Antillerna (3) - Norge (2) - Paraguay (1) - Peru (1) | - Polen (20) - Portugal (4) - Puerto Rico (1) - Rumänien (10) - Schweiz (5) - Sovjetunionen (20) - Storbritannien (17) - Sverige (6) | - Sydvietnam (1) - Ungern (20) - Uruguay (1) - USA (20) - Venezuela (4) - Västtyskland (4) - Österrike (5) - Östtyskland (4) |